# Orhan Ovacıklı
Orhan Ovacıklı (Smirne, 23 novembre 1988) è un calciatore turco, difensore dell'Erzurumspor FK.

## Carriera
Ha giocato nella prima divisione turca.

## Palmarès

### Club

#### Competizioni nazionali
- TFF 3. Lig: 1

Bandırmaspor: 2009-2010
- TFF 1. Lig: 1

Çaykur Rizespor: 2017-2018